# Matías Mazmud
Matías Mazmud (Buenos Aires, Argentina; 24 de noviembre de 1976) es un entrenador de fútbol argentino perteneciente a la Asociación de Técnicos del Fútbol Argentino (ATFA).
Ha dirigido varios equipos de la Liga Dominicana de Fútbol.

## Reseña biográfica
Formado como Director Técnico Nacional de fútbol en la Asociación de Técnicos del Fútbol Argentino (ATFA) y Maestro de formación y desarrollo de Fútbol Infantil, en la USAM, en 2011 debuta como entrenador de fútbol con la preparación táctica y técnica de futbolistas en el Club “Acosta Ñu” de Ciudad del Este, Paraguay, con intercambio de jugadores de Argentina a Paraguay, y viceversa. Ese mismo año y hasta 2014, dirigió las divisiones inferiores del Club Atlético Lamadrid (categoría 4°, 5° y 6°) de la división “C” de Argentina. En 2015 asumió como Coordinador General de Fútbol y Director Técnico de la Primera División en el Polideportivo “Santa Brígida”, promoviendo jugadores juveniles a equipos de primera división y ascenso de Argentina y dos jugadores a Israel y Eslovaquia. En su paso por este club, organizó “desde cero” todas las divisiones: primera, reserva, juveniles, infantiles y fútbol femenino, captando más de trescientos jugadores/as, ya que el club no desarrollaba este deporte. En 2017 tuvo a cargo la dirección técnica de la primera división del “Sportivo Unión de San Miguel”, compitiendo en la Liga Escobarense de fútbol, promoviendo jugadores a Turquía y Bolivia. También fueron aportados cuatro jugadores a la Selección Argentina de FutSal, que disputó el mundial en Perú. Desde 2017 trabaja la nivelación y acondicionamiento físico en Buenos Aires de jugadores provenientes del Club “Sportivo Loja” de Ecuador para luego ser evaluados en diferentes clubes de Argentina. Durante 2019 se desempeñó como Director Técnico de la cuarta División club Social y Deportivo Juventud Unida de la localidad de Muñiz en la Provincia de Buenos Aires en Argentina. En 2020 inicia su gestión como Director Técnico de Delfines del Este FC en La Romana, República Dominicana. Esto se ha llegado a conocer como la "Revolución Argentina", dada la incorporación también de jugadores y un preparador deportivo, todos de origen argentino.
En febrero de 2021 fue nombrado Director Técnico del Club Atlético Pantoja en la Liga Dominicana de Fútbol.

## Estilo de juego
El estilo de juego de Mazmud ha demostrado ser de tipo ofensivo. Se lo ha calificado como de "presión alta", con gran participación de los laterales en el ataque, lo cual resulta en una dinámica de juego caracterizada por su intensidad, en un juego rápido de pelota al pie, que procura el control del balón.